# Sélène Saint-Aimé
Sélène Saint-Aimé (* um 1995) ist eine französische Jazzmusikerin (Kontrabass, Gesang, Komposition) mit Wurzeln in Martinique und der Elfenbeinküste.

## Leben und Wirken
Sélène Saint-Aimé, deren Vater aus Martinique und deren Mutter aus Paris stammt, wuchs in Bois-le-Roi auf und arbeitete als Jugendliche beim Django-Reinhardt-Festival. Sie kaufte sich einen Kontrabass und begann mit 18 Jahren am IMEP (Paris College of Music) Kontrabass zu lernen und später am Konservatorium von Boulogne-Billancourt zu studieren, wo sie drei Jahre verbrachte. Auch nahm sie an einer Meisterklasse von Steve Coleman teil, der sie ermutigte, nach New York zu kommen, um ihre Ausbildung fortzusetzen. Dort lernte sie Lonnie Plaxico kennen, bei dem sie zeitweise wohnte. Außerdem vervollständigte sie ihre musikalische Ausbildung auf weiteren Reisen nach Kuba, auf die Antillen und nach Marokko.
Saint-Aimés Debütalbum Mare Undarum erschien 2020 bei Kosmos mit Hermon Mehari (Trompete), Irving Acao (Tenorsaxophon), Guillaume Latil (Cello), Mathias Lévy (Violine) und Sonny Troupé (Ka, Schlagzeug). 2022 folgte ihr Album Potomitan in fast gleicher Besetzung, das international beachtet wurde. Weiterhin ist sie auf Alben von Benjamin de Roubaix, Thierry Maillard und Maher Beauroy zu hören.

## Preise und Auszeichnungen
Für ihr erstes Album Mare Undarum erhielt Saint-Aimé eine Victoire du Jazz 2021 in der Kategorie der Neuentdeckungen. 2022 war sie drei Monate lang Artist in Residence in der Villa Albertine in New Orleans, wo sie sich intensiv mit New Orleans Creole Songs beschäftigte.